# Greeniella lahoarei
Greeniella lahoarei är en insektsart som först beskrevs av Takahashi 1931.  Greeniella lahoarei ingår i släktet Greeniella och familjen pansarsköldlöss.
Artens utbredningsområde är Taiwan. Inga underarter finns listade i Catalogue of Life.